# Ana Fernández (actrice, 1963)
Pour les articles homonymes, voir Ana Fernández.
Ana Fernández, née le 29 mai 1965, est une actrice espagnole.

## Filmographie partielle
- 1997 : Todos los hombres sois iguales (série télévisée) : Marta Reyes
- 1998 : Tesoro (court métrage) : María
- 1998 : Yerma : Lavandera
- 1999 : Solas : María
- 2000 : Maria, figlia del suo figlio (téléfilm) : Mary, la femme de Clopas
- 2000 : Policías, en el corazón de la calle (série télévisée) : Lucía Ramos
- 2000 : Sé quién eres : Paloma
- 2000 : Vaivén (court métrage)
- 2000 : You're the One (una historia de entonces) de José Luis Garci : Pilara
- 2001 : El apagón (court métrage)
- 2001 : Malefemmene : Candela
- 2002 : El hijo de John Lennon (court métrage) : Julia
- 2002 : El resultao de la vida (court métrage) : Señora
- 2002 : En la ciudad sin límites : Carmen
- 2002 : Historia de un beso : Andrea
- 2002 : La soledad era esto : Mercedes
- 2002 : Reflejos : Julia
- 2002 : Parle avec elle : Hermana de Lydia
- 2003 : La Mari (mini-série) : Mari
- 2003 : Mónica (téléfilm) : Mónica
- 2003 : Tánger : Lidia
- 2004 : La promesa : Dorita
- 2004 : Tiovivo c. 1950 : Teresita
- 2005 : Falsa culpable (téléfilm) : Isabel Costa
- 2005. : Morir en San Hilario de Laura Mañá : Esther
- 2005 : Pasos : Silvia
- 2006 : Amor en defensa propia : Adriana
- 2006 : Pura sangre : Clara
- 2006 : Sin ti : Lucía
- 2007 : El corazón de la tierra : Mercedes
- 2007 : Lola, la película : Rosario
- 2007 : Vida de familia (téléfilm) : Marta
- 2008 : Bienvenido a Farewell-Gutmann : Adela
- 2008 : Flor de mayo (téléfilm) : Tona
- 2008 : Muñeca : Gabriela
- 2009 : La Mari 2 (série télévisée) : Mari
- 2010 : Efímera (court métrage) : María
- 2010 : El grifo (court métrage) : Hija
- 2010 : Ni dios, ni patrón, ni marido de Laura Mañá
- 2010 : Vidas pequeñas : Bárbara
- 2011 : El ángel de Budapest (téléfilm) : Sra. Tourné
- 2011 : Sol (court métrage)
- 2012 : 30 años de oscuridad : Juliana Moreno (voix)
- 2012 : Cartas desde la locura (court métrage) : Camille Claudel
- 2012 : Horizonte (court métrage) : la mère
- 2012 : Els nens salvatges : Rosa
- 2012 : Acorralados : Eva Priaska
- 2013 : Casi inocentes : Regina
- 2013 : Cuidado con lo que sueñas : Candela
- 2014 : Campanadas (court métrage)
- 2014 : Mapa de recuerdos de Madrid (documentaire) : Ana
- 2014 : Mientras somos (court métrage) : la professeure
- 2014 : Purgatorio : Ana
- 2015 : La luz con el tiempo dentro : Pura Mantecón
- 2015 : La novia : Vecina